# Valcanville
Valcanville é uma comuna francesa na região administrativa da Normandia, no departamento Mancha. Estende-se por uma área de 6,48 km². Em 2010 a comuna tinha 418 habitantes (densidade: 64,5 hab./km²).